# Vania Beriola
Vania Beriola (ur. 24 lutego 1974 we Włoszech) – włoska siatkarka.

## Nagrody indywidualne
- Najlepsza broniąca Ligi Mistrzyń 2002/2003